# Budapesti Operettszínház
A Budapesti Operettszínház egy zenés színház Budapesten.

## Története

### Előzmények
Somossy Károly (1828–1902), aki időközben nevét Somossyra magyarosította, összeveszett az egyik igazgatóval, Carlé Henrikkel (a Carlé fivérek vezették az 1870-es években a legnépszerűbb varietéket), aki őt minden felmondás nélkül azonnal elbocsátotta. Megvásárolta Bródy Zsigmondtól a Nagymező utca 17. szám alatti házat, majd Fellner és Helmer építészekkel átalakíttatta mulatóvá. A Somossy Orfeum 1894-ben nyílt meg. A külföldi sztárok mellett fellépett többek között Módl József, Rück Nándor, Werner Móni, Seidl Albert, Rienzi Mariska is. Fő attrakciója Carola Cecília volt, de Somossy Pestre hozatta a Barrison-lányokat is, akik pikáns dalokat énekeltek. A költséges üzemeltetés, a luxushonoráriumok miatt 1899-ben az orfeum csődbe ment. Somossy átadta Waldmann Imrének, aki Fővárosi Orfeum néven folytatta a mulató működését 1916-ig. A műsoron változatlanul külföldi artisták, arab, indiai énekesek, alpesi és olasz együttesek szerepeltek, de volt „Csodabarlang” vízijáték és élő fényképek is. Néha például a bécsi Burgtheater művészei is vendégszerepeltek, vagy Paul Lincke Frau Luna című operettjét adta elő egy bécsi társulat, sőt később Max Reinhardt és berlini együttese is fellépett itt. A változatlanul német nyelvű műsorban helyet kaptak Albach Jacques, Baumann Károly és Gyárfás Dezső, vagy Linder Riza, Huszár Károly, Ferenczy Károly és Tanay Frigyes is magyar nyelvű előadásikkal. Waldmann nagy érdeme, hogy helyet adott Zoltán Jenő újságíró Tarka Színpad kabaréjának, de a tönkremeneteltől ez sem mentette meg. Az épületet Ben Blumenthal vette meg s építtette át.

### A Fővárosi Operettszínház

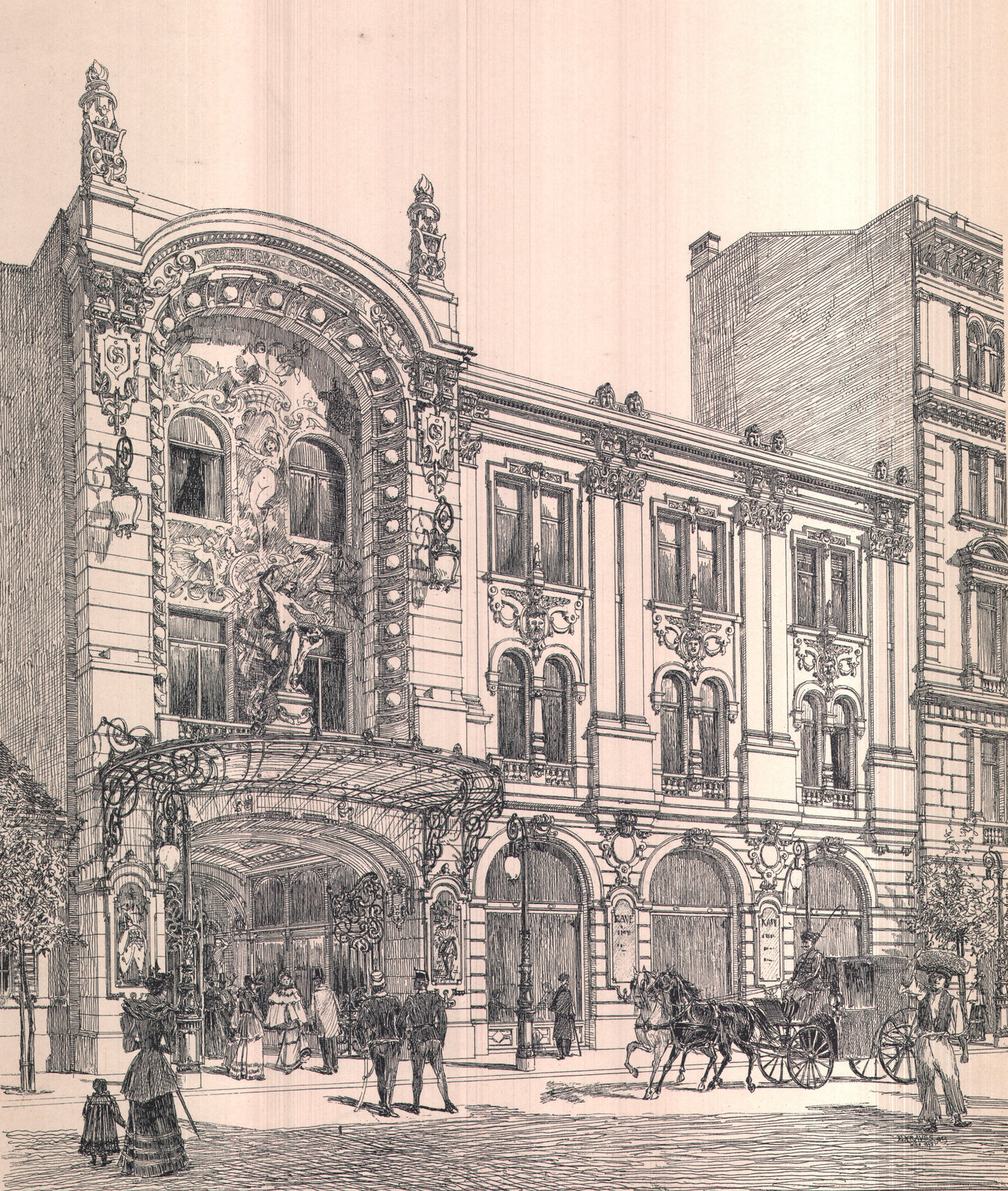
Somossy Orfeum

Az egykori Somossy Orfeum épületét 1922-ben Ben Blumenthal amerikai vállalkozó bérelte ki, és – Vágó Lászlót, Málnai Bélát és Szentgyörgyi Istvánt megbízva – építtette át színházzá. 1922. december 22-én nyitották meg kapuit Földes Imre és Buttykay Ákos Olivia hercegnő című operettjével. 1923. február 9-től Fővárosi Operettszínház néven működött.
1929 novemberétől Kabos Gyula és Bárdos Artúr igazgatása idején Fővárosi Művész Színházként prózai előadásokat tűztek műsorra. 1930 márciusától már Góth Sándor és Kertész Ella vezették a színházat, visszatérve az operettek játszásához. A rövid életű kísérletet követően júniusban Sebestyén Dezső hat évre kapta meg a bérleti jogot és visszaadta az intézménynek korábbi nevét (Fővárosi Operettszínház), de a válságos évek gyér látogatottsága miatt több ízben kénytelen volt hosszabb időre is bezárni. A Király Színház megszűnése után Budapesten az operett egyedüli otthona lett, de 1963-tól teret adott az újabb zenés műfajoknak (musical, zenés játék stb.) 1966-1971 között átépítették. A közismert teátrum 1998 óta viseli a Budapesti Operettszínház nevet.
Stúdiószínpada az épületen belül Raktárszínház néven működik.
Az első világháború kezdetéig az épületben orfeum működött. A háború kitörésekor a „szórakoztató palota” bezárt, az orfeum aranykora véget ért és ezzel együtt az a nosztalgikus korszak is, melyet később úgy emlegettek, hogy a „boldog békeidők”.
1923-ban Budapest vezetése úgy döntött, hogy az operett kapjon saját otthont. A Fővárosi Operettszínház megnyitásával a magyar fővárosban is megkezdődött az "Ezüst Operett" korszaka, és az operett műfaja a Népszínház és a Király Színház után egy új és végleges otthonra talált. A színház története során legfőbb szempont volt a klasszikus operett hagyományainak ápolása és modern művészi megoldások által való gazdagítása. Budapest – Bécs mellett – az operett fővárosa, s bárki könnyedén meggyőződhet a minőségileg magas operettszínvonalról.
Működését olyan legendás hírű művészek fémjelzik, mint Bársony Rózsi, Csikós Rózsi, Domonkos Zsuzsa, Honthy Hanna, Felföldi Anikó, Fónay Márta, Gallay Judit, Galambos Erzsi, Lehoczky Zsuzsa, Kishonti Ildikó, Kovács Iby, Kovács Zsuzsa, Mányai Zsuzsa, Medgyesi Mária, Mednyánszky Ági, Németh Marika, Oszvald Marika, Petress Zsuzsa, Somogyi Nusi, Tiboldi Mária, Udvarias Katalin, Zentai Anna, Zsadon Andrea, Baksay Árpád, Benkóczy Zoltán, Csere László, Dénes Oszkár, Jankovits József, Farkas Bálint, Feleki Kamill, Hadics László, Harsányi Frigyes, Hollai Kálmán, Kertész Péter, Latabár Kálmán, Marik Péter, Németh Sándor, Rátonyi Róbert, Sárdy János, Sipeki Tibor, Szolnoki Tibor, Virágh József.
A hatvanas évek közepétől kezdve a színház sokoldalú társulata rendszeresen, és nagy sikerrel musical bemutatókat is műsorára tűz, a társulat balettegyüttesének látványos közreműködésével, amelyek közül az első koreográfiákat Bogár Richárd készítette.  Néhányat megemlítünk: My Fair Lady, Hello, Dolly!, West Side Story, La Mancha lovagja, Hegedűs a háztetőn, Csókolj meg, Katám!, Funny Girl, Chicago, Piros karaván, A kutya, akit Bozzi úrnak hívtak, Veronai fiúk, Kabaré, Őrült nők ketrece, A muzsika hangja, Valahol Európában. A Rock Színház 1996-os megszűnését követően beolvadt az Operettszínházba, ezzel új lendületet kapott a teátrum a musical műfaj irányába.

### A 21. században

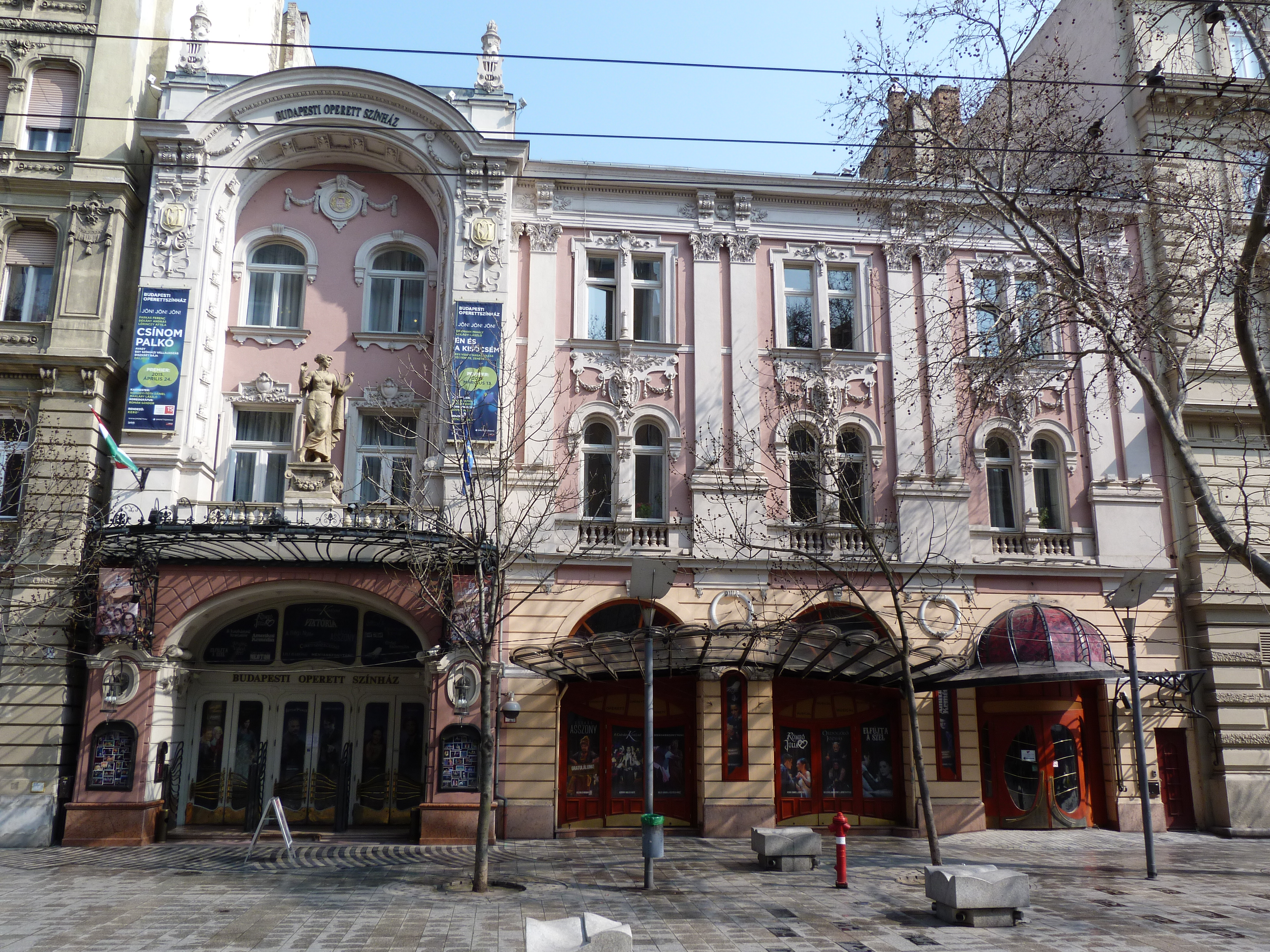
Operett Színház – 2015

Kerényi Miklós Gábor igazgatása idején a Budapesti Operettszínház modern, európai, kéttagozatú zenés színház lett, ahol a tradicionális értékeket a megújult operettjátszás, a modernitást pedig az irodalmi és történelmi alapú musicalek jelentik.
A színház Budapest kulturális és társasági életének egyik csomópontja, melynek évi majdnem 500 előadását közel ötszázezer néző látogatja, látogatottsága közel száz százalékos. A 2006/2007-es szezonban 492 előadásra került sor, amelyet 401 079 nézőt vonzott.
A teátrum musical- és operett-bemutatói egyaránt sikeresek. A Rómeó és Júlia, a Mozart!, a Szépség és a Szörnyeteg, a Menyasszonytánc, a Rudolf, az Elisabeth és az Abigél előadásaira hónapokkal előre elfogytak a jegyek, emellett a dr. Bőregér, a Marica grófnő, A víg özvegy, a Csókos asszony című előadások is jelentős sikereket értek el.
A színház új bemutatóival, az előadásaihoz kapcsolódó eseményekkel kiemelten foglalkozik az írott és az elektronikus média, reklámkampányai a legjelentősebb magyarországi médiaszereplőkkel való együttműködésben, azok támogatásával jönnek létre. Jelentős ismertséggel rendelkező művészek a színház vezető szólistái. Az előadások alapján készülő CD és DVD kiadványok rövid időn belül arany-, illetve platinalemezzé váltak, a sikerprodukciókból készülő DVD-k többezres példányszámban fogytak el.
A színház produkció és társulata köré több tízezres fiatal rajongótábor szerveződött, akik rendszeresen nyomon követik a színházban zajló eseményeket, előadások után személyesen várják színészeket a művészbejárónál, internetes fórumokon értékelik és elemzik az előadásokat, és minden jelentős eseményen ott vannak, amelyekről a színház hírlevélben tájékoztatja őket.
A Budapesti Operettszínház külföldön is elismert és keresett színház lett. Operett és musical előadásaival rendszeresen vendégszerepel Európa különböző színházaiban és fesztiváljain, emellett rendszeresen utazik Japánba, de fellépett már az Egyesült Államokban és Ázsia különböző országaiban is. Koprodukcióban előadásokat hozott létre Bécsben, Szentpéterváron, Prágában és Jekatyerinburgban.

## Épülete
A mai Operettszínház épülete Fellner és Helmer híres bécsi építészek tervei alapján 1894-ben épült. A színházterem hatalmas színpadát két emeleten félkörívben intim páholyok szegélyezték, valamint egy táncparkett biztosított elegendően nagy helyet a keringőre, polkára, mazurkára és a galoppra. Díszes télikertje a legkiválóbb francia étteremnek adott helyet, s a hosszú utcafronton egy koncertkávéház nyílt.
Amikor az amerikai Ben Blumenthal átvette az épületet Vágó László, Málnai Béla és Szentgyörgyi István átépítették át nézőterét és színpadát. Ekkor kerültek az asztalok helyére széksorok. Nagy harc folyt az engedélyért, mivel egyszeriben tűzveszélyessé nyilvánították az épületet. Végül a Mozsár utca felé kapott a színház még egy előcsarnokot és kijárást arra az esetre, ha tűz ütne ki. Ezen a színház bal oldalán lévő, a Mozsár utcára nyíló kis előcsarnoka-dohányzó helyén lehetett egykoron a Somossy mulató kifőzdényi étterme, ahol a személyzetnek szolgálták fel akár hajnalban is a vacsorát, nehogy a mulató asztalainál étkezzenek a fizető publikum szeme láttára. A korabeli konyha lassanként híres lett Pest ínyencei előtt, amelynek Krúdy Gyula valóságos rajongója volt. E mellett az épület kapott még egy tűzfolyosót is, ami átvezet az Andrássy út 36. földszintjére. A háztulajdonos, a sörgyáros Haggenmacher azzal a feltétellel engedélyezte ennek kialakítását, hogy ennek fejében ő láthatja el sörrel a színháztól leválasztott mulatót, a Moulin Rouge-t.
1966-ban is átépítették az épületet, amikor is jelentős mértékben megváltoztatták belső építészetét, tereit.

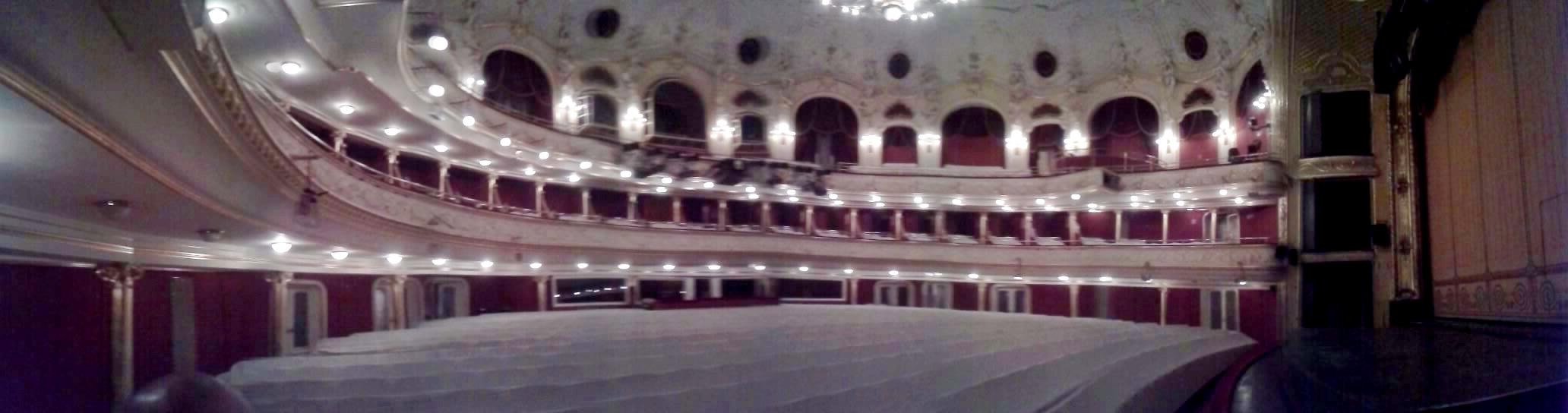
A nézőtér 2014-ben

1999-2001 között zajlott az épület legutóbbi teljes rekonstrukciója, amelynek keretében a legkorszerűbb európai színpadtechnikát telepítették, egyben visszakapta eredeti gyönyörű ornamentikáját, a nézőtér pedig a korábbi emeleti páholysorát. A színház ezáltal 901 férőhellyel rendelkezik, nézőtere légkondicionált. Az épületben megmaradt egykori tárgyak – lámpaszobrok, a páholysort tartó oszlopok – harmonizálnak az újonnan készült színes üvegablakokkal, tükrökkel, a nézőtéri büfé archaizáló berendezési tárgyaival, a márvány- és parketta burkolattal.
A nézőteret a százéves csillár ragyogja be. A páholysor, az aranyozott stukkódíszítések, a bársony kárpittal bevont falak, a bejáratot díszítő allegorikus szoborfigurák látványa igazi ünneppé avatja a színházi estét.
A színházbelső kialakítása Siklós Mária és Schinagl Gábor belsőépítész munkája. A Budapesti Operettszínház vezetősége kötelességének érzi, hogy e régi formájában visszaállított és megszépült épület valamennyi adottságát kihasználva, mint többfunkciós kulturális központként vállaljon szerepet a hazai művészeti és társasági életben.

## Igazgatói (1923-tól)
- Tapolczai Dezső (1923–1925)
- Faludi Sándor (1926–1929)
- Sebestyén Dezső (1930–1935)
- Seregi Andor (1938–1939)
- Sziklai Jenő (1939–1941)
- Bubik Árpád (1941–1942)
- Fényes Szabolcs (1942–1949)
- Gáspár Margit (1949–1957)
- Fényes Szabolcs (1957–1960)
- Szlovák László (1960–1976)
- Dr. Malonyai Dezső (1976–1979)
- Keszler Pál (1979–1989)
- Németh Sándor (1989–1993)
- Szinetár Miklós (1993–1996)
- Halasi Imre (1997–2001)
- Kerényi Miklós Gábor (2001–2014)
- Lőrinczy György (2014–2019)[10]
- Kiss-B. Atilla (2019–)[10]

## Örökös tagok
- Benkóczy Zoltán
- Feleki Kamill
- Felföldi Anikó
- Foczmann István
- Gerő Zsuzsa
- Gránicz László
- Haraszti Géza
- Hegedűs Zsóka
- Horváth Erzsi
- Kállai István
- Kovács Zsuzsa
- Langer Ede
- Latabár Kálmán
- Lehoczky Zsuzsa
- Mága Zoltán (tiszteletbeli örökös tag)
- Medgyesi Mária
- Mérei Levente
- Németh Marika
- Németh Sándor
- Novák Ica
- Oszvald Marika
- Pál Gábor (tiszteletbeli örökös tag)
- Petress Zsuzsa
- Rátonyi Róbert
- Szabó Antal
- Szabó Jánosné
- Szajkó József
- Székelyhidi János
- Szinetár Miklós
- Szirtes György
- Tiboldi Mária
- Vámos László
- Zentai Anna

## A 2024/2025-ös évad társulata

### Igazgatás – művészeti vezetés
- Főigazgató: Kiss-B. Attila
- Főzeneigazgató: Pfeiffer Gyula
- Művészeti vezető: Homonnay Zsolt
- Gazdasági igazgató: dr. Puskás Attila
- Karigazgató: Szabó Mónika
- Balettigazgató: Apáti Bence
- Üzemigazgatóː Kiss Béla
- Műszaki igazgató: Somfai Péter
- Művészeti főtitkár: Mátrai Bori
- Zenekari igazgató: Takácsy Tamás

### Művészek
- Altsach Gergely
- Angler Balázs
- Antalovics Péter e.h.
- Árki Lili Katalin e.h.
- Auksz Éva
- Bakos-Kiss Gábor
- Bálint Ádám
- Bardóczy Attila
- Bartus Berci e.h.
- Balogh Bodor Attila
- Baranyai Annamária
- Bayer Fruzsina
- Bánsági Ildikó
- Benedekffy Katalin
- Bojtos Luca
- Borbély Richárd
- Bordás Barbara
- Bujdosó Anna
- Cseh Dávid Péter
- Csengeri Ottilia
- Csere László
- Csuha Lajos
- Czeglédi Ákos
- Czikora István László
- Czuczor Dávid
- Dancs Annamari
- Dénes Viktor
- Dézsy Szabó Gábor
- Dolhai Attila
- Drahos Evelin
- Erdős Attila
- Faragó Alexandra
- Faragó András
- Fedinecz Pál
- Feke Pál
- Fekete-Kovács Veronika
- Fischl Mónika
- Fogl Noémi e.h.
- Földes Tamás
- Frankó Tünde
- Füredi Nikolett
- Gombai Szabolcs
- Görög Patrik
- Gubik Petra
- György-Rózsa Sándor
- Halasi Blanka
- Homonnay Zsolt
- Hortobágyi Brigitta
- Horváth Márton
- Imre Roland
- Janza Kata
- Kalocsai Zsuzsa
- Kardffy Aisha
- Kálmán Petra
- Kékkovács Mara
- Kelemen Fanni
- Kiss Diána
- Kiss Zoltán
- Kiss-Balbinat Ádám
- Kocsis Dénes
- Köleséri Sándor
- Kovács Szilárd
- Laki Péter
- Langer Soma
- Lehoczky Zsuzsa
- Lévai Enikő
- Lipics Franciska e.h.
- Lukács Anita
- Magócs Ottó
- Maros Bernadett Eszter
- Melis Gábor
- Miklós Attila
- Nagy Alma Virág e.h.
- Nagy-Jancsó Júlia e.h.
- Nagy Lóránt
- Nádasi Veronika
- Nemes Tibor
- Németh Attila
- Ninh Duc Hoang Long
- Oláh Tibor
- Oszvald Marika
- Paláncz Daniella Szixtina
- Pálfalvy Attila
- Papadimitriu Athina
- Peller Anna
- Peller Károly
- Péntek Fanni e.h.
- Péter Richárd
- Petridisz Hrisztosz
- Prescsák Zita
- Rácz-Almási Vivien e.h.
- Sándor Péter
- Serbán Attila
- Siménfalvy Ágota
- Simon Panna
- Süle Dalma
- Sz. Nagy Ildikó
- Szabó Cintia
- Szabó P. Szilveszter
- Szalay Ágnes e.h.
- Széles Flóra
- Szendy Szilvi
- Szentmártoni Norman
- Szerényi László
- Szilágyi Enikő
- Szolnoki Tibor
- Szomor György
- Szulák Andrea
- Tassonyi Balázs e.h.
- Tóth Norbert e.h.
- Udvarias Katalin
- Ullmann Zsuzsa
- Vágó Zsuzsi
- Vajda Zoltán Richárd e.h.
- Vásári Mónika
- Vati Tamás
- Virágh József
- Wéber Tamás
- Zábrádi Annamária
- Zsadon Andrea